# Eixo Norte-Sul

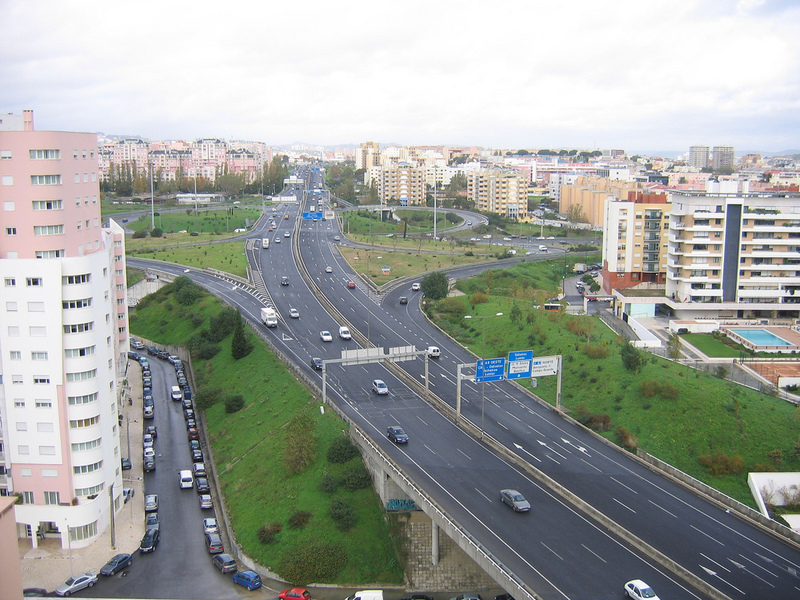
Eixo Norte-Sul no local onde liga à 2ª Circular.

O Eixo Rodoviário Norte-Sul ou, simplesmente Eixo Norte-Sul (anteriormente Eixo Rodoviário Fundamental) é uma via rápida que atravessa a cidade de Lisboa de norte a sul. Atualmente, é parte integrante do IP7.
Na sua parte mais a sul, imediatamente antes da Ponte 25 de Abril, apanha um pouco da Serra de Monsanto e prolonga-se por um enorme viaduto sobre toda a freguesia de Alcântara, pois é uma via rápida que tem que atravessar uma zona histórica e antiga duma cidade, algo pouco frequente. Por este motivo, os últimos três acessos, no sentido Norte-Sul(A5, Marquês de Pombal e Alcântara) apenas servem para aceder e sair da ponte, tendo de se circular por artérias interiores, para entrar na estrada para Norte. A saída de/entrada em Alcântara também se situa longe da zona central e útil da freguesia, tendo de se voltar um pouco para trás pelo interior para entrar/sair do centro da freguesia. Pelos motivos acima referidos, o limite de velocidade também é diferente neste troço, sendo reduzido para 70 km/h. 
A via liga a Ponte 25 de Abril à Circular Regional Interior de Lisboa (CRIL/IC17/A36), a nascente do Túnel do Grilo (entre a ligações com a A8, e a ligação com a A1 e A12).
Até 2003, a via (com excepção do troço final sul de acesso à Ponte 25 de Abril) era tutelada pela Câmara Municipal de Lisboa. A partir desse ano, a via foi integrada no Itinerário Principal N.º 7 (IP7) da Rede Rodoviária Nacional, ficando sob tutela da Administração Central.

## Características e sinalização
Apesar de não ser classificada como tal, a maioria da via apresenta algumas características de autoestrada, com faixas de rodagem separadas, normalmente com três vias em cada sentido e cruzamentos desnivelados. Os cruzamentos sucessivos, por vezes com proximidade de poucos metros, algumas saídas sem vias de desaceleração e as curvas com ângulos muito acentuados tornam esta via pouco indicada para altas velocidades e, por isso, a via está limitada a 90 km/h no troço entre a IC17 e Telheiras, 80 km/h entre Telheiras e Campolide, 60 km/h entre Campolide e o Viaduto Duarte Pacheco e 80 km/h no restante troço até à ponte.
Segundo o Regulamento de Sinalização de Trânsito, o Eixo Norte-Sul deveria estar sinalizado com sinais de orientação de fundo de cor verde, correspondente às vias da Rede Rodoviária Fundamental que não são autoestradas. Ao invés disso, os sinais de orientação instalados são de fundo de cor azul (correspondente a autoestradas) em alguns troços e de fundo de cor branca (correspondente a outras estradas) nos restantes.

## Cronologia histórica da construção
- 1962 - Início dos trabalhos de construção, com equipas a operar em simultâneo tanto no Monsanto, como em Alcântara.

- 1966 - Inauguração do primeiro troço entre a Ponte 25 de Abril e a então EN 7 / Av. Engenheiro Duarte Pacheco, já com a ligação à Avenida de Ceuta.

- 1967 - Estabelecida a ligação à Avenida Calouste Gulbenkian (zona do Aqueduto) e, consequentemente à Praça de Espanha.

- 1991 - Início dos trabalhos de prolongamento para norte, em direcção à Avenida General Norton de Matos.[1]

- 1992 - Inauguração do troço entre Sete Rios e Telheiras.[2]

- 1995 - Início dos trabalhos de prolongamento para norte, entre Telheiras até Avenida Padre Cruz.

- 1997 - Inauguração da ligação entre a Avenida General Norton de Matos e a Avenida Padre Cruz, com ligação a Telheiras.

- 1997 - Inauguração do troço entre Sete Rios e o Aqueduto das Águas Livres.

- 2003 - Início dos trabalhos de prolongamento para norte, no troço até à IC17 CRIL.

- 2007 - Inauguração da ligação entre a Avenida Padre Cruz e a IC17.

## Saídas
| Número da Saída | Nome da Saída                                                  | Estrada que liga                          |
| --------------- | -------------------------------------------------------------- | ----------------------------------------- |
|                 | Ponte 25 de Abril                                              | IP7                                       |
|                 | Alcântara                                                      |                                           |
| 1               | A 5                                                            | A 5                                       |
| 2               | Marquês de Pombal                                              |                                           |
| 3               | Praça de Espanha                                               |                                           |
| 4               | Radial de Benfica                                              |                                           |
| 5               | Sete Rios                                                      |                                           |
| 6               | Entre Campos                                                   |                                           |
| 6A              | Hospital de Santa Maria / Quinta dos Barros / Palma de Cima    |                                           |
| 7               | Avenida General Norton de Matos / A 1 / IC 19                  | Avenida General Norton de Matos A 1 IC 19 |
| 8A              | Telheiras / Carnide                                            |                                           |
| 8               | Avenida Padre Cruz (Odivelas, Lumiar) / A 8                    | A 8                                       |
| 9               | Ameixoeira                                                     |                                           |
| 10              | Alto do Lumiar / Charneca / Alvalade / Avenida Santos e Castro |                                           |
| 11              | Camarate / Sacavém                                             |                                           |
| 12              | NORTE, SUL e OESTE                                             | A 1 A 8 A 12 IC 17 CRIL                   |

## Obras de Arte (de Sul para Norte)
- Viaduto Norte (Viaduto com cerca de 1km de extensão que, serve de acesso directo à Ponte 25 de Abril, ainda sobre terra. Tem por objectivo vencer tanto o elevado declive desde o Alto da Pimenteira, na Serra de Monsanto, até à zona ribeirinha de Alcântara, como também poder cortar a direito pelos bairros históricos aí existentes. Assim, a estrada não tem que sofrer declives para entrar na ponte. Como tal, a altura do viaduto varia entre a Pimenteira e, a ponte. Por este viaduto, circula também a Linha do Sul.)

- Aqueduto das Águas Livres (atravessa a via, no km 10, junto à estação ferroviária de Campolide)

- Viaduto de Sete Rios (Viaduto sobre o Vale de Sete Rios. Corta a zona entre o Jardim Zoológico e, a estação ferroviária. Tem 200m de extensão)

- Viaduto da Avenida General Norton de Matos (Viaduto sobre a Avenida General Norton de Matos. Tem 150m de extensão)

- Viaduto de Telheiras (Pequeno viaduto, com 150m de extensão, sobre a Rua Fernando Namora e, a Avenida das Nações Unidas)

- Viaduto do Lumiar (Viaduto com 400m de extensão que, corta a Avenida Padre Cruz e, também um pouco do centro da freguesia).

- Viaduto da Ameixoeira (Pequeno viaduto, com 50m de extensão, sobre a Estrada de São Bartolomeu)

- Túnel da Ameixoeira (Túnel com 100m de extensão que, passa sob os terrenos adjacentes ao Forte).

- Viaduto das Galinheiras (Pequeno viaduto, com 50m de extensão, sobre a Estrada Militar, nas Galinheiras).

- Viaduto dos Fetais (Pequeno viaduto, com 50m de extensão, sobre a Azinhaga dos Fetais, separa Camarate do bairro dos Fetais).

## Áreas de Serviço
- área de serviço do Lumiar (km 4) - apenas no sentido Sul-Norte